# Brustiarius nox
Brustiarius nox es una especie de pez de la familia Ariidae en el orden de los Siluriformes.

## Morfología
• Los machos pueden llegar alcanzar los 30 cm de longitud total.

## Alimentación
Come  crustáceos, larvas de insectos acuáticos, insectos terrestres,  plantas, detritus, gasterópodos ,  sanguijuelas y gusanos.

## Hábitat
Es un pez de agua dulce y de clima tropical.

## Distribución geográfica
Se encuentra en los ríos  Sepik y  Ramu (Papúa Nueva Guinea ).